# Theologische Hauslehranstalt
Eine Theologische Hauslehranstalt (auch Philosophisch-theologische Hauslehranstalt, Theologisches Hausstudium, Klosterlehranstalt) ist eine in Österreich und in der Schweiz gebräuchliche Bezeichnung für eine innerhalb eines Klosters oder in einer Diözese organisierte, nicht öffentliche Einrichtung zur theologischen Basisausbildung für den Ordens- oder Priesternachwuchs. In Deutschland heißen solche Einrichtungen bei den Diözesen Seminar, bei den Orden Studienhaus, Studienkonvent oder Ordensstudium.

## Aufgaben
Die auch als schola interior bezeichneten Klosterschulen boten einerseits eine auf die Ordensspiritualität ausgerichtete theologische Grundausbildung, die propädeutischen Studien der Artes liberales, für all jene, die später als Seelsorger oder Religionslehrer tätig wurden oder das Priesteramt anstrebten, und stellten andererseits auch eine Vorbereitung auf das an Universitäten angebotene Studium der Theologie dar. Die Ordensstudien richteten sich zunächst ausschließlich an künftige Ordensleute und erfolgten durch die Ordensgemeinschaft selbst in den einzelnen Stiften oder Abteien, bei den Bettelorden in jeweils mehreren ausgewählten Klöstern auf der Ebene einer Ordensprovinz. Die Dozenten wurden Lesemeister oder Lektoren genannt und waren Mitglieder des Ordens. Bei den Franziskanern gab es seit dem 13. Jahrhundert in den Ordensprovinzen in verschiedenen Konventen studia particularia für die einzelnen Grundlagenfächer der Philosophie und Theologie, wie sie für die Seelsorge und die Predigt notwendig waren, und daneben ein zentrales studium generale, das in vier- bis fünfjährigen ordensinternen Theologiestudien vertiefte Kenntnisse vermittelte, die für Positionen auf der Leitungsebene der Ordensprovinzen, als Hausobere oder Lektoren bestimmt waren. Von Fall zu Fall wurden die Studieneinrichtungen auch für Interessenten aus dem angehenden Säkularklerus geöffnet.

## Entwicklung
Karl der Große hatte alle Klöster und Stifte verpflichtet, Schulen zu errichten, die nach  einem Plan seines Beraters Alkuin geführt wurden und an dem römischen Vorbild der sieben freien Künste orientiert waren. Die Qualität des Unterrichts war unterschiedlich; manche Lektoren waren gelehrt und nahmen am wissenschaftlichen Diskurs ihrer Zeit Anteil, an anderen Lehranstalten unterrichteten junge Theologen und Laien, die häufig wechselten. Besonders qualifiziert waren die Studia generalia, die die einzelnen Orden schwerpunktmäßig für begabte Studenten errichteten und an denen promovierte Lektoren tätig waren, die oft auch als Professoren an einer theologischen Fakultät lehrten.
Nach der Reformation qualifizierte das Konzil von Trient die Priesterausbildung, die sich schwerpunktmäßig auf die Universitäten verlagerte; die Studenten lebten in Konvikten oder in Klöstern ihres Ordens und besuchten von dort aus die universitären Lehrveranstaltungen. Hinzu kamen mit der Gründung des Jesuitenordens eine Vielzahl von Gymnasien. Im 17. Jahrhundert boten die noch bestehenden Klosterlehranstalten eine Ausbildung auf vergleichsweise niedrigem Niveau in wenigen Fächern mit einer Dauer von zwei Jahren, um schnell möglichst viele Priester auszubilden. Nur die Kleriker, die an einem vertieften Studium interessiert waren, konnten eine Universität oder ein Studium generale besuchen.
Mit wachsenden Anforderungen wurden die Theologischen Hauslehranstalten mit immer mehr Regelwerk bedacht, auch von staatlicher Seite, in Österreich ab der Mitte des 18. Jahrhunderts durch Erzherzogin Maria Theresia. Sie mussten nach einheitlichem Muster wie öffentliche Lehranstalten geführt werden. Es mussten mit ausgebildeten Lehrern nach einem Lehrplan wie an der Universität unterrichtet, Prüfungen abgenommen und die Absolventen den staatlichen Stellen gemeldet werden. Teilweise hatten die Lehranstalten Promotionsrecht. Am 10. September 1782 wurden die Studien in den Klöstern aufgehoben, die Kleriker mussten ein allgemeines Seminarium generale für die studierende Jugend der Klöster an der Universität besuchen. Diese Generalseminarien wurden jedoch bereits 1790 wieder aufgelöst. Die Klöster und Orden erhielten wieder das Recht, eigene theologische Lehranstalten mit geprüften Lehrern und vorgeschriebenen Studienplänen und Lehrbüchern einzurichten. Die Anstalten waren jeweils nur für Studenten des eigenen Ordens zugänglich. Nur Studenten aus Stiften oder Orden, die aus Personalmangel keine eigenen Lehranstalten einrichten konnten, durften diözesane Lehranstalten oder solche eines anderen Ordens besuchen. In der ersten Hälfte des 19. Jahrhunderts kam es in Österreich zu mehreren Gründungen von theologischen Hauslehranstalten in allen Teilen des Landes, und zwar von Benediktinern und Zisterziensern, Jesuiten, Franziskanern, Minoriten und Kapuzinern, Dominikanern, Karmeliten und Serviten.
Der österreichische Minister für Cultus und Unterricht bestätigte am 30. Juni 1850 für die „katholisch-theologischen Diöcesan- und Klosterlehranstalten und Facultäten“ in den Kronländern zuvor von den österreichischen Bischöfen beschlossene Anforderungen, insbesondere:
- Die theologischen Lehranstalten der Klöster unterstehen in gleicher Weise wie die übrigen der Leitung und Beaufsichtigung der Bischöfe, die Bestimmungen über Lehrgegenstände und Professoren gelten auch dort.
- Unterrichtssprache der theologischen Fächer ist Latein; wie weit für die Ausbildung der Seelsorger die Landessprache zugelassen wird, wird von den Bischöfen einer Kirchenprovinz vereinbart.
- Voraussetzung für die Aufnahme in eine Anstalt ist der erfolgreiche Besuch eines Gymnasiums.
- Theologie wird in vier Jahrgängen von wenigstens sechs Professoren gelehrt.
- „Verbindliche Lehrgegenstände sind: hebräische Sprache, Bibelkunde des alten und neuen Bundes, Kirchengeschichte, Patrologie, Kirchenrecht, Dogmatik, Moral, Pastoral, Katechetik und Unterrichtslehre.“
- Professoren der Theologie müssen in der Regel ihre Befähigung durch eine schriftliche und mündliche Prüfung, im Ausnahmefall durch ausgezeichnete wissenschaftliche Leistungen unter Beweis stellen. Frei gewordene Lehrstühle müssen ausgeschrieben werden, Bewerber durchlaufen ein vom zuständigen Diözesanbischof zu organisierendes Auswahlverfahren („Concursprüfung“). Die Professoren an Klosterlehranstalten werden von dem betreffenden Ordensvorsteher dem Bischof  vorgeschlagen, der ihre wissenschaftliche Befähigung einer „concursartigen Prüfung“ unterzieht.
- Von Professoren und Lehrern der Theologie wird „die Gewährleistung kirchlicher Gesinnung“ in Bezug auf „ihren Wandel, ihre Lehre und gesammte Amtsthätigkeit “gefordert; bei Verstößen kann die Lehrbefähigung für Theologie zurückgenommen werden.
- Die Studierenden müssen halbjährlich Prüfungen ablegen, die vom Bischof überwacht werden.
- Die staatlichen Behörden überprüfen die Einhaltung dieser Bestimmungen, die Lehranstalten haben gegenüber dem Bischof Berichtspflicht über Personal, Schüler und Lehrinhalte; der Bischof leitet die Berichte an die Behörden weiter.
- Eine theologische Fakultät einer Universität und eine Diözesan-Lehranstalt konnten in Österreich nebeneinander bestehen, der Lehrkörper war teilweise identisch.[6]

Daneben entwickelten sich im 18. und 19. Jahrhundert parallel zu den Hauslehranstalten aus den öffentlichen Klosterschulen des Mittelalters die Stiftsgymnasien, die ebenso auf das Studium an einer Universität vorbereiteten bzw. eine breite theologische Bildung ermöglichten. Die Theologischen Hauslehranstalten wurden teilweise geschlossen, in Gymnasien übergeführt oder man erhob sie zu Theologischen Hochschulen und Priesterseminaren.
Hauslehranstalten andere Orden waren: Franziskaner in Innsbruck (ab 1578), Bozen, Reutte und Füssen (18. Jahrhundert), Schwaz, Salzburg, Kaltern, Bozen Görz (19. Jahrhundert); Kapuziner (ab etwa 1615), in Meran, Bozen, Brixen und Innsbruck (19. Jahrhundert); Redemptoristen in Mautern in Steiermark (ab 1828);  Missionspriester (Lazaristen) im Provinzialhaus in Graz (ab 1882).

## Auflösung
Spätestens im 20. Jahrhundert wurden die Theologischen Hauslehranstalten aufgelöst oder in andere Institutsformen überführt. So entstand aus der Hauslehranstalt der  Diözese St. Pölten im Jahr 1971 die Philosophisch-Theologische Hochschule St. Pölten oder im Stift Heiligenkreuz die Philosophisch-Theologische Hochschule Benedikt XVI.